# 吴羹梅

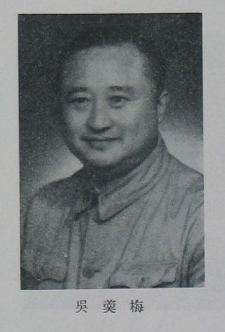

吴羹梅（1906年—1990年），又名吴鼎，江苏武进人，中国近代企业家。他因创办了中国最早的民族资本铅笔厂（中国标准国货铅笔厂）而被称为“铅笔大王”。
吴羹梅于1922年考入同济大学，1925年因与同学一同抗议日本资本家而被开除。之后他前往北京加入中国共产党，并改名吴一羽。1928年北平的中共组织被破坏，此后他前往日本留学。1932年毕业于横滨高等工业学校应用化学科。回国后，他于1935年在上海创办了中国标准国货铅笔厂，是中国第一家民族资本的铅笔厂。抗日战争爆发后，他将铅笔厂迁往重庆。期间，他还在重庆开设了光华油漆厂、中和化工公司、中国标准锯木厂等。1943年中国经济研究所成立，吴羹梅出任常务董事。抗战结束后，他参与发起了中国民主建国会，任民建中央理事、常务理事、会务推进委员会常委。1949年，出席中国人民政治协商会议第一届全体会议。
中华人民共和国成立后，吴羹梅历任政务院财政经济委员会委员、私营企业局副局长，中国铅笔公司私方经理，上海市制笔工业公司经理，中国制笔协会名誉会长等职。此外，他还是民建中央常委、中央咨议委员会副主任，全国工商联常委，第二至四届全国政协委员，第五至七届全国政协常委。